# Хольтхаузен, Фердинанд
Фердинанд Хольтхаузен (нем. Ferdinand Holthausen; 9 сентября 1860, Зост, Вестфалия — 19 сентября 1956, Висбаден) — немецкий лингвист и специалист по древнегерманским языкам. 
В 1885 г. после защиты докторской диссертации для получения звания доцента в Гейдельбергском университете работал в Геттингене (1888) и Гисене (1891). В 1893 г. стал профессором древнегерманских языков в университете Гётеборга. С 1900 г. и до ухода с должности в 1925 г. Ф. Хольтхаузен был ординарным профессором Кильского университета.
Ф. Хольтхаузен занимался изучением всего древнегерманского пространства вокруг Северного и Балтийского морей, основной сферой его научных интересов были древнеанглийская и древнеисландская литературы.

## Основные труды
- Lehrbuch der altisländischen Sprache. 2 Bände. Emil Felber, Weimar 1895–1896. Digitalisate beim Internet Archive: Band I, Band II.
- Altsächsisches Elementarbuch. Carl Winter’s Universitätsbuchhandlung, Heidelberg 1899.
- Etymologisches Wörterbuch der Englischen Sprache, 1917 (3. Aufl. Göttingen 1949).
- Altenglisches etymologisches Wörterbuch, 1934.
- Gotisches etymologisches Wörterbuch, 1934.
- Altsächsisches Wörterbuch (PDF), in: William Foerste (Hrsg.), Niederdeutsche Studien, Bd. 1, Köln 1954 (2. Aufl. 1967).